# ادوال
ادوال (به انگلیسی: Addowal) در پاکستان است که در Gujrat District واقع شده‌است.